# Recoil
Recoil is een muzikaal project van Alan Wilder, een ex-bandlid van de band Depeche Mode. Recoil begon als een experimenteel project naast Depeche Mode. Na het vertrek van Wilder bij de band, rond 1997, richtte hij zich volledig op Recoil.
De eerste twee albums 1+2 (augustus 1986) en Hydrology (januari 1988) bestonden uit composities, bestaande uit Depeche Mode samples. Het derde album Bloodline (april 1992) bestond uit complete, nieuwe composities, met medewerking van gast-vocalisten (onder anderen Moby). Het is van dit album dat Recoil voor het eerst een single uitbrengt: Faith Healer (maart 1992) met de vocalen van Douglas McCarthy van Nitzer Ebb, een cover van The Faith Healer van The Sentational Alex Harvey Band. Daarnaast ook gastoptredens van Bukka White, Moby en Toni Halliday. Van het in oktober 1997 verschenen 4e album Unsound Methods komen de singles Drifting met vocalen van Siobhan Lynch en Stalker met vocalen van Douglas McCarthy van Nitzer Ebb uit. Maart 2000 verschijnt Liquid. Hiervan verschijnen Strange Hours (april 2000) en Jezebel (september 2000) op single.
Na het album van 2000 wordt het stil rondom Recoil, doordat Alan nogmaals vader is geworden en zich daarom meer op zijn gezin toelegt. Eind 2005 start Alan pas weer met opnames voor Recoils volgende album hetgeen in 2007 resulteerde in het album subHuman.
Op 19 april 2010 verscheen het verzamelalbum Selected. Een selectie van de mooiste nummers volgens Alan Wilder. Dit album is gepromoot middels een tournee ("Selected Events"), waarbij live een set werd gemixt, ondersteund door eveneens live gemixte beelden (door Paul Kendall, alias PK). Van deze tournee is een film gemaakt, welke in 2012 in eigen beheer is uitgebracht onder de naam "A Strange Hour in Budapest". Met deze film is Alan ook weer op tournee geweest, minder groots dit keer, waarbij onder andere Amsterdam werd aangedaan, met twee screenings in Theater Tuschinski en Melkweg. Bij deze eerste was Alan zelf aanwezig, na de film was een vraag/antwoord sessie gevolgd door een feest in de bovenzaal.

## Discografie

### Albums
- 1+2 (1986)
- Hydrology (1988)
- Bloodline (1991)
- Unsound Methods (1997)
- Liquid (1999)
- subHuman (2007)

### Compilatiealbums
- Selected (2010)